# Lev Borský
Lev Borský, zvaný také Leo Bondy (2. září 1883 Kolín – říjen 1944 Osvětim) byl český novinář a politik. V letech 1908 – 1914 byl hlavním ideologem a mluvčím Státoprávní pokrokové strany. Zúčastnil se domácího i zahraničního odboje, mezi lety 1918 – 1920 působil jako první československý velvyslanec v Itálii. V letech 1921 – 1939 publikoval zahraničně-politické komentáře a úvodníky v deníku Národní politika.
Borský je autorem monografie Bedřich Nietzsche: vývoj jeho filosofie (1912) nebo například pojednání Vůdcové lidstva a jeho svůdci (1934, 1935) a dalších textů. V druhé zmiňované knize nastiňuje svou biosofii (biologickou filosofii), spenglerovskou nauku o vzestupu a pádu civilizací, kde předvídá brzký demografický kolaps Evropy. Příčiny úpadku společnosti nachází v jejím celkovém stárnutí, v blahobytu a kulturnosti, což se projevuje ve ztrátě víry a vůle k životu, v úbytku porodnosti, v měkkosti a mentální slabosti. Tvrdí, že staré národy jsou kulturní, rozumné a mírumilovné. Biopolitika vycházející z biosofie má bránit stárnutí národa a udržovat jeho mužnost. Biopolitika musí omezovat rozvoj kultury, sociálních vymožeností a emancipace žen, zabránit vylidňování venkova. Klíčový význam má zdravé, mužné náboženství, početné rodiny, vojenský duch státu, udržení kultury a techniky v „mužných formách“ a zejména omlazování národů příslušníky mladších, kulturně kompatibilních etnik.
V letech 1932 – 1939 žil na Janáčkově nábřeží čp. 138/59, tehdejším nábřeží Legií čp. 453/4.
V letech 1939 až 1942 žil v ústraní nejprve v Rosicích u Chrudimi a posléze v Slatiňatech. V roce 1942 byl deportován do Koncentračního tábora Terezín, později do Osvětimi, kde zemřel. Není známo, kde zmizela jeho písemná pozůstalost a obsáhlá sbírka dokumentů k prvnímu odboji.